# Мехорада
Мехорада (ісп. Mejorada) — муніципалітет в Іспанії, у складі автономної спільноти Кастилія-Ла-Манча, у провінції Толедо. Населення — 1329 осіб (2010).
Муніципалітет розташований на відстані близько 110 км на південний захід від Мадрида, 75 км на захід від Толедо.

## Демографія
Динаміка населення (INE ):

## Галерея зображень

Розташування муніципалітету у провінції Толедо